# 야마가타-로바노프 협정
야마가타-로바노프 협정(일본어: 山縣・ロバノフ協定, 러시아어: Протокол Лобанова — Ямагаты)은 1896년 6월 9일 일본 제국과 러시아 제국이 조선에서의 분쟁에 관해 체결한 협정이다.
삼국 간섭으로 조선에서 친일파와 친러파 사이의 권력 다툼으로 불안정한 정국이 계속되어 러일 양국의 이익이 모두 침해받고 있었다. 이에 야마가타 아리토모 전 일본 총리대신과 알렉세이 로바노프로스토프스키(Алексе́й Лоба́нов-Росто́вский) 러시아 외무대신 사이에서 조선의 독립을 보증할 것, 조선의 재정개혁을 촉진할 것, 근대적 경찰 및 군대를 조직할 것, 통신을 유지할 것 등에 대한 협정을 체결하였다.
이 협정은 2년 뒤의 니시-로젠 협정에 의해 사실상 폐지되었다.

## 같이 보기
- 고무라-베베르 협정